# African-American Film Critics Association Awards 2017
15. ročník udílení African-American Film Critics Association Awards se konal 7. února 2018 v Taglyan Complex v Hollywoodu v Los Angeles.

## Vítězové a nominovaní

### Žebříček nejlepších deseti filmů
1. Uteč
2. Tři billboardy kousek za Ebbingem
3. Coco
4. Girls Trip
5. Detroit
6. Dej mi své jméno
7. Tvář vody
8. Gook
9. Crown Heights
10. Marshall

### Žebříček nejlepších deseti televizních show
1. Queen Sugar (2. řada)
2. Underground (2. řada)
3. Nesvá (2. řada)
4. Black-ish (4. řada)
5. Master of None (2. řada)
6. Příběh služebnice (1. řada)
7. Dear White People (1. řada)
8. She's Gotta Have It (1. řada)
9. The Defiant Ones
10. Guerilla (1. řada)

### Vítězové
- Nejlepší herec: Daniel Kaluuya – Uteč
- Nejlepší herečka: Frances McDormandová – Tři billboardy kousek za Ebbingem
- Nejlepší režisér: Jordan Peele – Uteč
- Nejlepší film: Uteč
- Nejlepší komedie: Girls Trip
- Nejlepší scénář: Uteč
- Nejlepší herec ve vedlejší roli: Laurence Fishburne – Last Flag Flying
- Nejlepší herečka ve vedlejší roli: Tiffany Haddish – Girls Trip
- Nejlepší obsazení: Detroit
- Nejlepší nezávislý film: Crown Heights
- Nejlepší mezinárodní film: The Wound
- Nejlepší animovaný film: Coco
- Nejlepší dokument: Step
- Nejlepší skladba: „It Aint Fair“ – Detroit – The Roots feat. Bilal
- Nejlepší nová média: Mudbound
- Nejlepší televizní komedie: Black-ish
- Nejlepší televizní drama: Queen Sugar
- Objev roku: Lakeith Stanfield – Crown Heights